# Liste de lapins de fiction

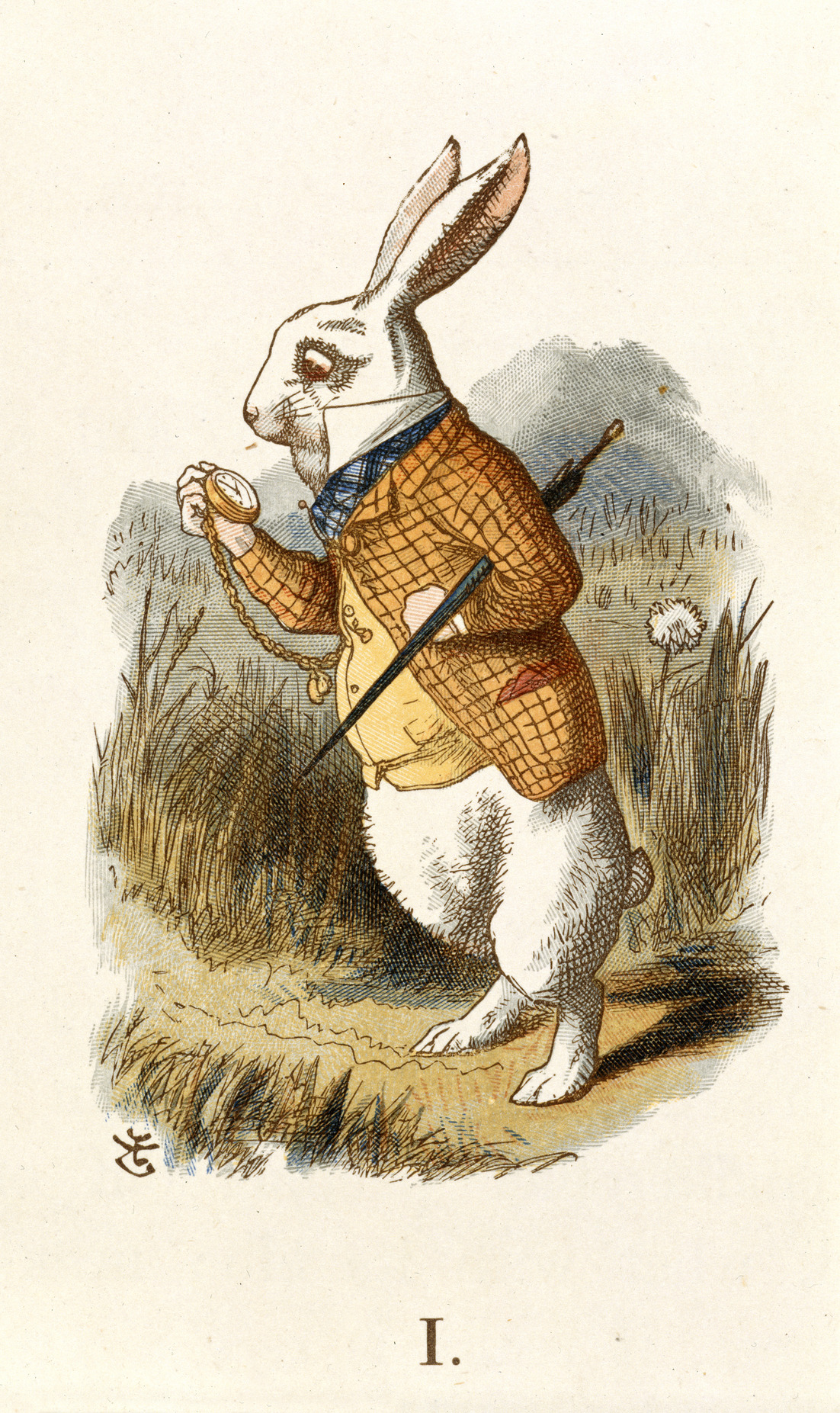
Le lapin blanc de Lewis Carroll.

Cet article contient une liste de lapins et lièvres de fiction.
Le lapin est un animal souvent représenté en fiction. Les personnages suivants sont classés d'après le contexte de leur première apparition.

## Sur les écrans

### Cinéma
- Bugs Bunny, lapin vedette des Looney Tunes[1] ;
- Oswald le lapin chanceux, personnage de dessin animé de Walt Disney et autres studios ;
- Bongo, lapin du cartoon Life in Hell de Matt Groening ;
- Caerbannog, gardien de la caverne, lapin homicide du film Sacré Graal ! (Monty Python and the Holy Grail) des Monty Python[1] ;
- le lapin-garou (were-rabbit en anglais) dans Le Mystère du lapin-garou, film mettant en scène les personnages Wallace et Gromit ;
- Lola Bunny, amie intime de Bugs Bunny ;
- Panpan (Thumper), dans le film Bambi de Walt Disney[2] ;
- Franck, lapin géant imaginé par Donnie Darko ;
- le lapin blanc dans le film The Matrix, à ne pas confondre avec celui d'Alice ;
- Harvey, lapin de 2 mètres de haut imaginaire du film homonyme de Henry Koster (1950)[1] ;
- Roger Rabbit, le héros du film Qui veut la peau de Roger Rabbit de Robert Zemeckis[1] ;
- Judy Hopps dans Zootopie ;
- Jack, le lapin ronchon du vieux magicien dans Le Manoir Magique.

|                           |
| Oswald le lapin chanceux. |

|                                          |
| Bugs Bunny illustre un timbre d'Albanie. |

|                  |
| Panpan le lapin. |

### Télévision
- Tilapin, dans Bonhommet et Tilapin, sur la Radio-Télévision Belge de 1967 à 1971 ;
- Tijinou et Tijibelle, les deux lapins mascottes de la chaîne pour petits enfants Tiji ;
- Isidore et Clémentine, les deux lapins de l'émission pour jeunesse Croque-Vacances ;
- Buster et Babs Bunny dans Les Tiny Toons et Les Vacances des Tiny Toons ;
- Cuddles, personnage de Happy Tree Friends ;
- Grégoire de la Tour d'Ivoire, dit « GTI », personnage de l'émission pour jeunesse Téléchat ;
- Jeannot Lapin, héros de comptines télévisées pour enfants ;
- Max et Ruby, dans la série d'animation canadienne Max et Ruby ;
- Pretty et Eugly, lapines roses et sœurs jumelles, au physique et caractère opposés, personnages secondaires de la série d'animation française Kaeloo depuis la saison 2 ;
- La famille « Rabbit » dans la série d'animation Peppa Pig britannique créée en 2004 ;
- Cream The rabbit et Vanilla the rabbit dans les séries Sonic X et Sonic Boom ;
- Les Lapins crétins dans la série Les Lapins Crétins : Invasion ;
- Une famille de lapins dont on ne connaît pas les noms dans la série d'animation Les animaux du bois de quat'sous ;
- Milo, dans la série d'animation du même nom ;
- Basile dans la série d'animation Franklin ;
- Mr. Herriman, vieux lapin gris et blanc anglais habillé en frac, personnage de la série animée Foster, la maison des amis imaginaires[2] ;
- Pickle, lapin jaune génétiquement modifié qui aime l'aventure et le danger, dans la série d'animation canadienne Drôles de colocs ;
- Didou dans la série d'animation de même nom ;
- Le lapin « vampire » Bunnicula, qui aspire du jus de carotte ou d'autres légumes dans la série d'animation Bunnicula de Warner Bros. Animation parue en 2016, inspirée de la série éponyme de romans pour enfants par Deborah Howe (en) et James Howe (en) ;
- Bunny Maloney et sa femme Candy Bunny, des lapins rose qui veillent sur la sécurité de Bunnycity, cible de l'infâme Débilouman
- Lapine dans Demoiselle Lapine et le grand méchant Léopard, série manga japonaise.

### Jeux vidéo
- Bucky O'Hare, lapin vert du jeu vidéo de Konami ;
- Jazz Jackrabbit, autre lapin vert du jeu vidéo de Epic MegaGames ;
- Peppy Hare dans les jeux vidéo de la série Star Fox ;
- Lapin Malin, personnage de jeux éducatif ;
- les lapins crétins (Raving Rabbids en anglais), dans le jeu vidéo Rayman contre les lapins crétins ;
- Redmond, compagnon de Spanx, dans le jeu vidéo Whiplash de Crystal Dynamics ;
- Cream the Rabbit et Vanilla the Rabbit dans l'univers des jeux vidéo Sonic ;
- Bonnie the Bunny, animatronic de la suite de jeux Five Nights at Freddy's ;
- Max, petit lapin blanc créé par Steve Purcell pour la série de bandes dessinées, héros de jeux vidéo comme Sam and Max Hit the Road.

## En littérature

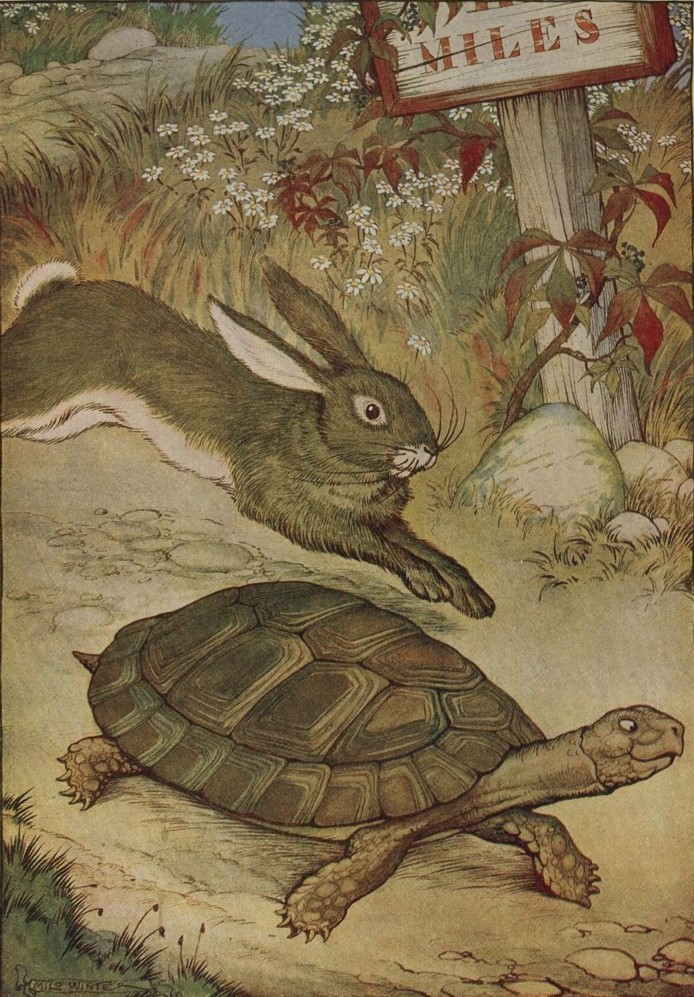
Le lièvre et la Tortue

- Le lièvre, dans la fable Le lièvre et la Tortue de Jean de La Fontaine.

### Littérature jeunesse
- Benjamin Rabbit (en français Jeannot Lapin), personnage de conte pour enfants créé par Beatrix Potter ;
- Bibi Lapin (« Br'er Rabbit »), personnage des Contes de l'Oncle Rémus (Tales of Uncle Remus) de Joel Chandler Harris, porté à l'écran par Walt Disney dans Mélodie du Sud (1946) ;
- Bunnicula, le lapin « vampire » qui aspire le suc des carottes dans la série de romans pour enfants, par Deborah Howe (en) et James Howe (en). Ces romans ont inspiré une série télévisée éponyme ;
- Coco Lapin (Rabbit)[1], personnage des histoires de Winnie l'ourson (Winnie the Pooh) d'A. A. Milne, apparaissant également dans les films et séries inspirés de l'œuvre[2] ;
- Noisette (Hazel), Cinquain (Fiver), Manitou (Bigwig), Mûron (Blackberry) et le lapin mythique Shraa'ilshâ (El-ahrairah), héros du roman d'aventures Les Garennes de Watership Down (Watership Down), de Richard Adams ;
- Jojo Lapin, héros d'une série de romans pour enfants, par Enid Blyton
- le Lapin blanc dans Alice au pays des merveilles et De l'autre côté du miroir de Lewis Carroll apparaissant également dans les films inspirés de l'œuvre[1] ;
- le Lièvre de Mars est un personnage du roman Alice au pays des merveilles ;
- La Famille Flopsaut, lapins de livre pour enfant créé par Beatrix Potter ;
- Pierre Lapin (Peter Rabbit), personnage de contes pour enfant créé par Beatrix Potter[1] ;
- Miffy, petite lapine blanche anthropomorphe de la série de même nom, créée par le néerlandais Dick Bruna ;
- le lapin en tissu de velours qui voulait devenir un vrai lapin, dans le livre pour enfant The Velveteen Rabbit (en) de Margery Williams, paru en 1922[2] ;
- Roger Rabbit, dans le livre Qui veut la peau de Roger Rabbit (Who censored Roger Rabbit?), de Gary K. Wolf repris dans le film du même nom[2] ;
- La famille Passiflore des livres pour enfants écrits par Geneviève Huriet et illustrée par Loïc Jouannigot ;
- Lulu, dans la série jeunesse d'Alex Sanders ;
- Les Amoureux, dans la série jeunesse de Benoît Charlat ;
- Lapidou, dans la série jeunesse de Patrick Yee ;
- le petit lapin dans la série jeunesse de Audrey Poussier ;
- Le Roi Louis, dans la série jeunesse de Nathalie Dieterlé ;
- Simon et Superlapin, dans la série jeunesse de Stephanie Blake ;
- Chichami, dans la série jeunesse de Pépi Marzel ;
- Petit lapin, dans la série jeunesse de Harry Horse ;
- Tom, dans la série jeunesse « Loulou » de Grégoire Solotareff ;
- Grignotin, dans la série jeunesse de Delphine Bournay ;
- Lièvre, dans la série jeunesse britannique Lièvre et Ours de Emily Gravett ;
- Les deux lièvres de Devine combien je t'aime, l'album jeunesse écrit par Sam McBratney et illustré par Anita Jeram.

|                                                                          |
| Le héros Pierre Lapin dans Le Conte de Jeannot Lapin, de Beatrix Potter. |

|                                                                                          |
| Le Lièvre de Mars, entre Alice et le Chapelier fou (illustration de John Tenniel, 1890). |

|                      |
| The Velveteen Rabbit |

### Bande dessinée

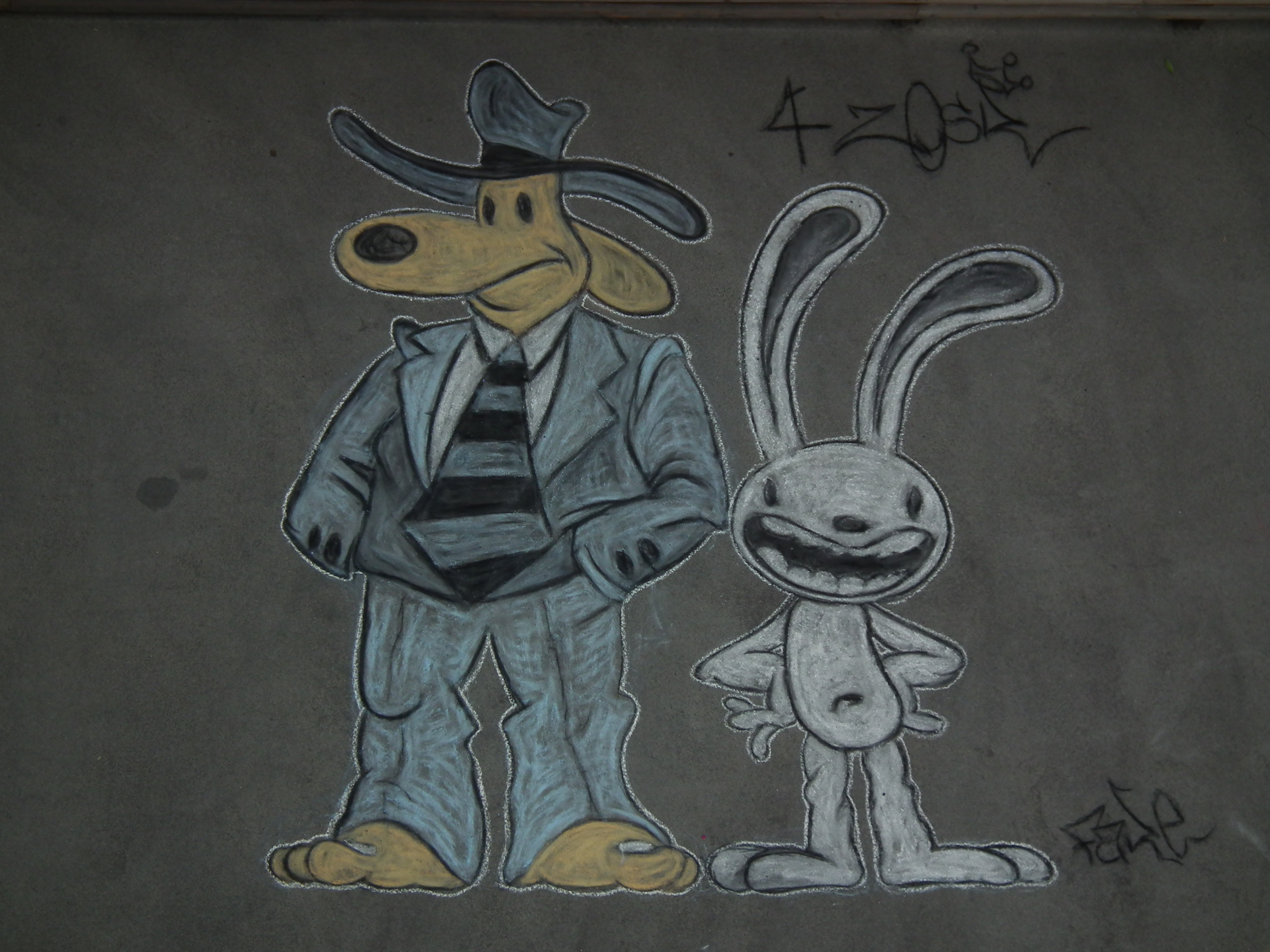
Sam et Max (fresque à Dresde)

- Eusèbe, lapin blanc provençal de De Cape et de Crocs ;
- Lapinot, personnage de bande dessinée créé par Lewis Trondheim ;
- Max, petit lapin blanc de bande dessinée et également héros de jeux vidéo de la série Sam and Max, créé par Steve Purcell ;
- Marvin Rouge, grand lapin rouge guerrier de la série Donjon ;
- dans l'album Les intondables du génie des alpages de F'murr, on voit un lapin muni d'un cornet de frites se présenter comme le lapin au citron ;
- Miffy, le petit lapin de Dick Bruna ;
- Toto le lapin, dans la Saga du roi Pilaf de Dragon Ball, a le pouvoir de transformer tous ceux qu'il touche en carotte ;
- Nyozeka, dans le manga Alice 19th de Yū Watase ;
- Usagi Yojimbo, le lapin samouraï de Stan Sakai ;
- Lapin, personnage principal du comic strip Lapin créé par Phiip ;
- Lapino, personnage de la série Mottie la marmotte ;
- le lapin des Baskerville, d'après l'œuvre d'Anaïs et Pierre T.

## En musique
- Lapin Câlin, petit lapin gris et blanc aux grands yeux bleus ainsi que sa petite amie, chanteurs virtuels sur l'internet. Ces personnages ont été créés par l'entreprise allemande Jamba.

## Autres contextes

Multiplication des lapins selon la suite de Fibonacci

- les lapins de Fibonacci, un problème de mathématiques récréatives imaginé au XIIIe siècle par Leonardo Fibonacci dans son ouvrage Liber Abaci.

### Lapins de légendes et de l'imaginaire collectif
- le lapin de Pâques[1] ;
- le jackalope, créature imaginaire mi-lièvre mi-antilope du folklore américain ;
- Skvader, créature imaginaire de Rudolf Granberg, mi-lièvre mi-Grand Tétras ;
- Nanabozo, esprit généralement représenté sous l'apparence d'un lapin dans certaines mythologies amérindiennes ;
- le lapin lunaire, ou lièvre de jade : lapin qui vivrait sur la Lune, selon la mythologie chinoise.

|                                            |
| Un lapin de Pâques en peluche avec un œuf. |

|                                              |
| Un « jackalope » monté en trophée de chasse. |

|                      |
| Le lapin de la Lune. |

### Marketing, communication
- le lapin du métro parisien ;
- le lapin du logo de Playboy ;
- My Melody, lapin créé par la société japonaise Sanrio ;
- le lapin rose des piles Duracell et le lapin rose concurrent Energizer Bunny (en)[1] des piles Energizer ;
- Quicky, le lapin Nesquik[2] ;
- le lapin blanc à lunettes noires de Cassegrain ;
- le lapin blanc américain Trix des céréales Trix[1] ;
- le lapin Lindt en chocolat, enveloppé dans un emballage doré ;
- Tuzki, lapin blanc de fiction chinois (2006).

|                                              |
| Le profil de tête de lapin, logo de Playboy. |

|                                                      |
| Lapins dorés de Lindt, vendus généralement à Pâques. |